# Krumbachweg 10

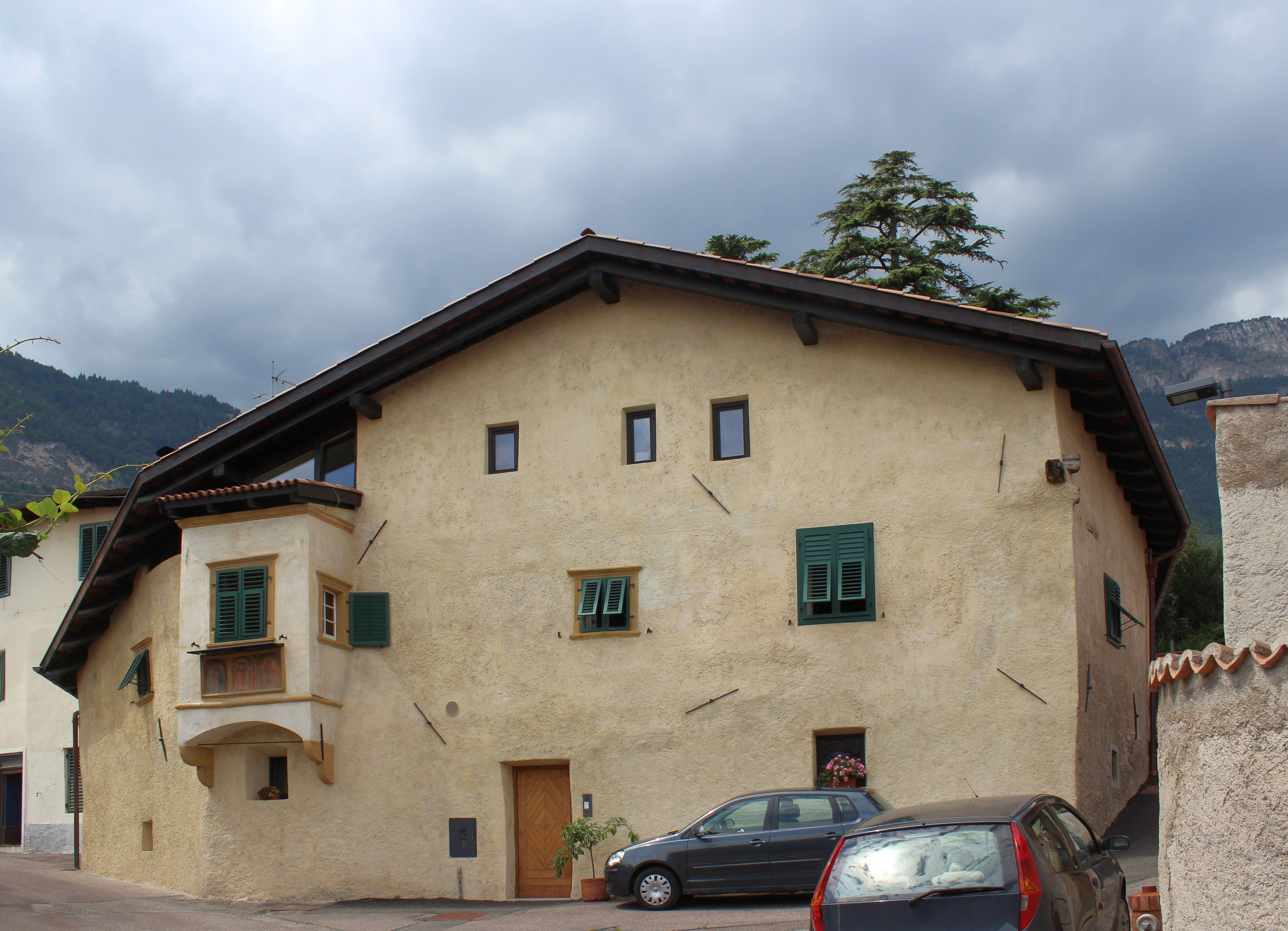
Gebäude Krumbachweg 10 in Kaltern

Das Gebäude Krumbachweg 10 ist ein Baudenkmal im Ortsteil Mitterdorf der Gemeinde Kaltern in Südtirol. Es wurde als solches am 20. Oktober 1975 unter Schutz gestellt.

## Lage und Geschichte
Das Haus befindet sich im historischen Ortskern von Mitterdorf zwischen der Hl.-Katharina-Kirche und dem Ansitz Kampan. Die genannten, herausragenden Baudenkmäler von Mitterdorf erhielten ihre heutige Erscheinungsform im 16. Jahrhundert. Die im Gebäude Krumbachweg 10 vorhandene spätgotische Stubentäfelung zeugt von dessen Existenz zu eben dieser Zeit. Der Erker und die sandsteingerahmten Fenster sind typische Elemente des sogenannten Überetscher Stils. Die Nutzung des Objekts war bis zum Leerstand in den 2000er Jahren landwirtschaftlich geprägt.

## Architektonische Merkmale

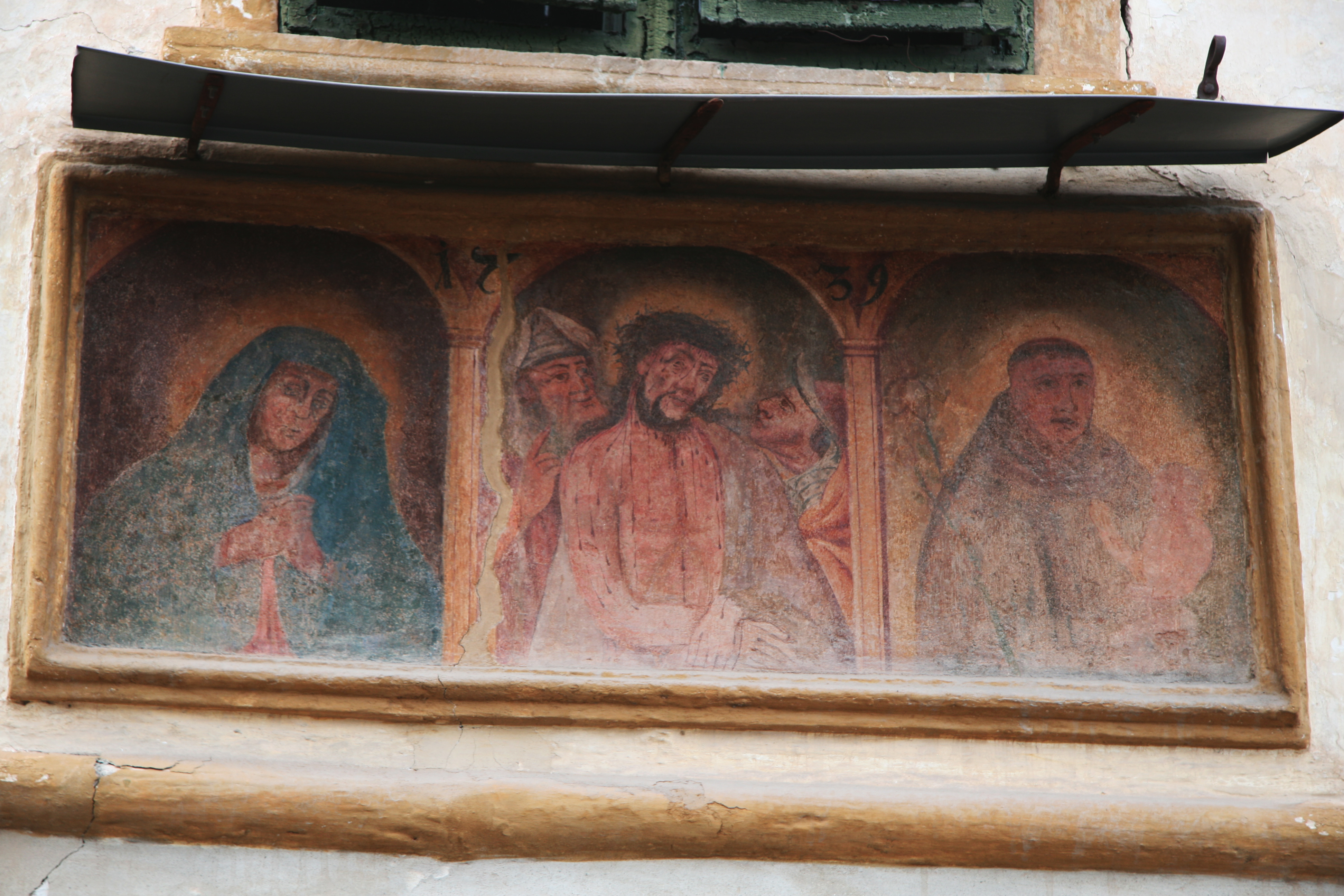
Brüstungsmalerei am Erker

Das Gebäude besteht aus einem Wohntrakt mit gewölbten Kellerräumen, und angebauter Tenne samt Stadel. Die straßenseitige Fassade ist sehr stark gebogen. Kennzeichnend für die Fassade sind die sandsteingerahmten Fenster und der flachbogig unterwölbte Erker, welcher im Barock angefügt wurde. Dessen Brüstungsmalerei stammt aus dem Jahr 1737. Dargestellt sind drei Kalterer Gnadenbilder: links die Mater Dolorosa (das Gnadenbild von St. Nikolaus), mittig eine Ecce-Homo-Szene mit Pilatus und einem Häscher (das Gnadenbild von Mitterdorf), und rechts der Hl. Antonius von Padua (das Gnadenbild der Kalterer Franziskanerkirche). Im ersten Stock befinden sich eine Stube mit spätgotischer Deckentäfelung und ein Erker mit Kreuzgratgewölbe.

## Heutige Nutzung
Nach Jahren des Leerstandes und des Verfalls wurde das Haus in den Jahren 2011–2013 nach den Entwürfen der Architektin Katrin Lahner generalsaniert. Heute dient es als Wohnhaus.